# ادوبی دایرکتور
ماکرومدیا دایرکتور که هم‌اکنون بخشی از خانواده معروف نرم‌افزاری ادوبی است که جزو قدیمی‌ترین نرم‌افزارهای ساخت برنامه‌های چند رسانه‌ای هست که تا حد زیادی به برنامه Flash شباهت دارد. Flash بیشتر برای ساخت نرم‌افزارهای تحت وب تخصصی شده و Director هم برای برنامه‌های چند رسانه‌ای که روی CD ارائه می‌شود البته با دایرکتور هم می‌توان برنامه‌های تحت وب ایجاد کرد و برعکس.
ساختار نرم‌افزار
اولین نسخه از Director با مارک تجاری Adobe نسخهٔ ۱۱ است که از DirectX 9 برای موتور سه بعدی و از استاندار UNICODE برای پشتیبانی تمام زبان‌های دنیا (شامل فارسی و…) پشتیبانی فوق‌العاده‌ای دارد. همچنین توانایی‌های ۳بعدی بر مبنای موتور NVIDIA PhysX و فیلترهای عکس‌ها، videoهای توسعه یافته و پشتیبانی از فرمت‌های بسیار زیاد (بیش از ۴۰ نوع فرمت) و کارا از عکس‌ها و فرمت‌های صوتی از ویژگی‌های این نسخه است. نسخهٔ ۱۱٫۵ این برنامه توانایی‌های صدای محیطی ۵٫۱ کانالی (5.1 channel surround sound audio) و افکت‌های صوتی (میکس real-time اصوات یعنی حضور اصوات مختلف همزمان بدون تداخل) و فیلترهای DSP و همچنین یکپارچگی با H.264-video برای ویدئوهای تمام صفحه (Full Screen) و پخش ویدئوهای کیفیت بالا HD (High-Definition) را دارد. پشتیبانی قدرتمند از نمایش ۳بعدی با محیط ۳بعدی غنی با قابلیت فیزیکی (جاذبه، برخوردهای غیر الاستیک، سرعت و بعضی از نیروهای طبیعت و…) به خاطر پشتیبانی از NVIDIA PhysX. پشتیبانی از نرم‌افزار قدرتمند Adobe Flash و ویدئوهای که با تکنولوژی Flash ساخته شده‌اند. برخورداری از محیط اسکریپت نویسی قدرتمند شامل دیکشنری کامل JavaScript و Lingo و همچنین حضور قابلیت Script-Sensitive که قابلیت Click-and-Script را فراهم می‌آورد. افکت‌های تصویری مانند Blur, Drop Shadow ,Glow و… که می‌توانید از طریق واسط یا با اسکریپت‌نویسی به آن‌ها دسترسی پیدا کنید؛ و همچنین با استفاده از این نسخه می‌توانید پروژه‌های خود را در نسخه‌های گونان این برنامه عرضه نمایید. این نسخه شامل توانایی انتشار برای وب با Adobe Shockwave Player است.
آخرین نسخه منتشر شده برای این نرم‌افزار adobe director 12 می‌باشد که در سال ۲۰۱۳ منتشر شد و متأسفانه تا سال ۲۰۱۷ هیچ نسخه جدیدی توسط adobe منتشر نشد و در این سال شرکت adobe نرم‌افزار director را از لیست فروش محصولات خود حذف کرد.